# Torneo Triangolare dell'Oceano Indiano 1956
Il Torneo Triangolare dell'Oceano Indiano 1956 (Tournoi triangulaire de l’Océan Indien 1956) fu la decima edizione del Torneo Triangolare dell'Oceano Indiano, competizione calcistica per nazione riservata a tre nazioni insulari africane che si affacciano sull'Oceano Indiano: Madagascar, Mauritius e La Riunione. La competizione si svolse in Madagascar dal 30 giugno al 8 luglio 1956.

## Formula
- Qualificazioni

Nessuna fase di qualificazione. Le squadre sono qualificate direttamente alla fase finale.
- Fase finale

Girone unico - 3 squadre, giocano partite di sola andata. La vincente si laurea campione del Torneo Triangolare.

## Squadre partecipanti
| Pr. | Squadra     | Data di qualificazione certa | Partecipante in quanto | Partecipazioni precedenti al torneo                      | Ultima presenza  |
| --- | ----------- | ---------------------------- | ---------------------- | -------------------------------------------------------- | ---------------- |
| 1   | Madagascar  | -                            | Qualificata di diritto | 9 (1947, 1948, 1949, 1950, 1951, 1952, 1953, 1954, 1955) | La Riunione 1955 |
| 2   | Mauritius   | -                            | Qualificata di diritto | 9 (1947, 1948, 1949, 1950, 1951, 1952, 1953, 1954, 1955) | La Riunione 1955 |
| 3   | La Riunione | -                            | Qualificata di diritto | 9 (1947, 1948, 1949, 1950, 1951, 1952, 1953, 1954, 1955) | La Riunione 1955 |

Nella sezione "partecipazioni precedenti al torneo", le date in grassetto indicano che la nazione ha vinto quella edizione del torneo, mentre le date in corsivo indicano la nazione ospitante.

## Fase finale

### Girone unico

#### Classifica
| Pos | Squadra     | P.ti | G | V | N | P | GF | GS | DR |
| --- | ----------- | ---- | - | - | - | - | -- | -- | -- |
| 1   | Mauritius   | 3    | 2 | 1 | 1 | 0 | 11 | 6  | +5 |
| 2   | Madagascar  | 3    | 2 | 1 | 1 | 0 | 7  | 5  | +2 |
| 3   | La Riunione | 0    | 2 | 0 | 0 | 2 | 5  | 12 | -7 |

#### Risultati
| 30 giugno 1956 | Mauritius | 8 – 3 | La Riunione |  |

| 5 luglio 1956 | Madagascar | 4 – 2 | La Riunione |  |

| 8 luglio 1956 | Madagascar | 3 – 3 | Mauritius |  |